# Poison (Rita Ora)
Poison è un singolo della cantante britannica Rita Ora, pubblicato nel 2015.
La canzone è stata scritta da Kate Nash, Nolan Lambroza e Julia Michaels.

## Tracce
1. Poison - 3:22

## Classifiche
| Classifica (2015) | Posizione massima |
| ----------------- | ----------------- |
| Regno Unito       | 3                 |